# 宮原道夫
宮原 道夫（みやはら みちお、1951年1月4日 - ）は、日本の経営者。森永乳業社長、会長を務めた。東京都出身。

## 経歴・人物
早稲田大学を経て、1975年には早稲田大学大学院理工学研究科を修了し、同年に森永乳業に入社。2003年に執行役員に就任し、2009年に副社長を経て、2012年6月に社長に就任。2021年6月に会長に就任。